# 新潟港
新潟港（にいがたこう）は、新潟県新潟市から北蒲原郡聖籠町にわたる日本海に面した港湾。港湾法上の国際拠点港湾、港則法上の特定港であり、中核国際港湾でもある。港湾管理者は新潟県。また日本海側拠点港のうち総合的拠点港と、部門別では国際海上コンテナ、液化天然ガスの2部門の拠点港に指定されている。
新潟市中央区と東区に位置し信濃川の河口両岸に港域を有する西港区（にしこうく）と、市域北東端の北区と聖籠町との間に作られた掘込み式の東港区（ひがしこうく）の2港区から構成されており、それぞれ新潟西港（にいがたにしこう）、新潟東港（にいがたひがしこう）の通称を有する。

## 概要
新潟港は、江戸時代には北前船、明治維新直前には日米修好通商条約によって開港五港の一つとなるなど、歴史上においても日本海側の重要港として栄えてきた。
現在は、古くからの港で中央区と東区の信濃川河口両岸に港域を有する西港区（新潟西港）と、北区と聖籠町との間に昭和期に作られた掘込み式の東港区（新潟東港）の2つの港区から構成されている。西港区は旅客・貨物ともに取り扱う。一方の東港区は旅客用の施設を有さない貨物専用港域で、当初は工業港として開発が進められたが、1996年（平成8年）に国内有数のコンテナターミナルが完成するなど、商港としての機能が高まっている。
以下の法令による指定を受けている。
- 国際拠点港湾（港湾法、2011年4月1日指定）[1]
- 特定港（港則法、1948年7月16日、1969年8月1日指定）[1]
- 関港（関税法、1869年11月19日指定）[1]
- 出入国港（出入国管理及び難民認定法、1942年7月31日指定）[1]
- 検疫港（検疫法、1953年8月1日指定）[1]
- 動物検疫輸入港（家畜伝染病予防法、1984年4月20日指定）[1]
- 港湾指定（港湾運送事業法、1951年6月20日指定）[1]

## 歴史

### 近世（江戸時代末期まで）

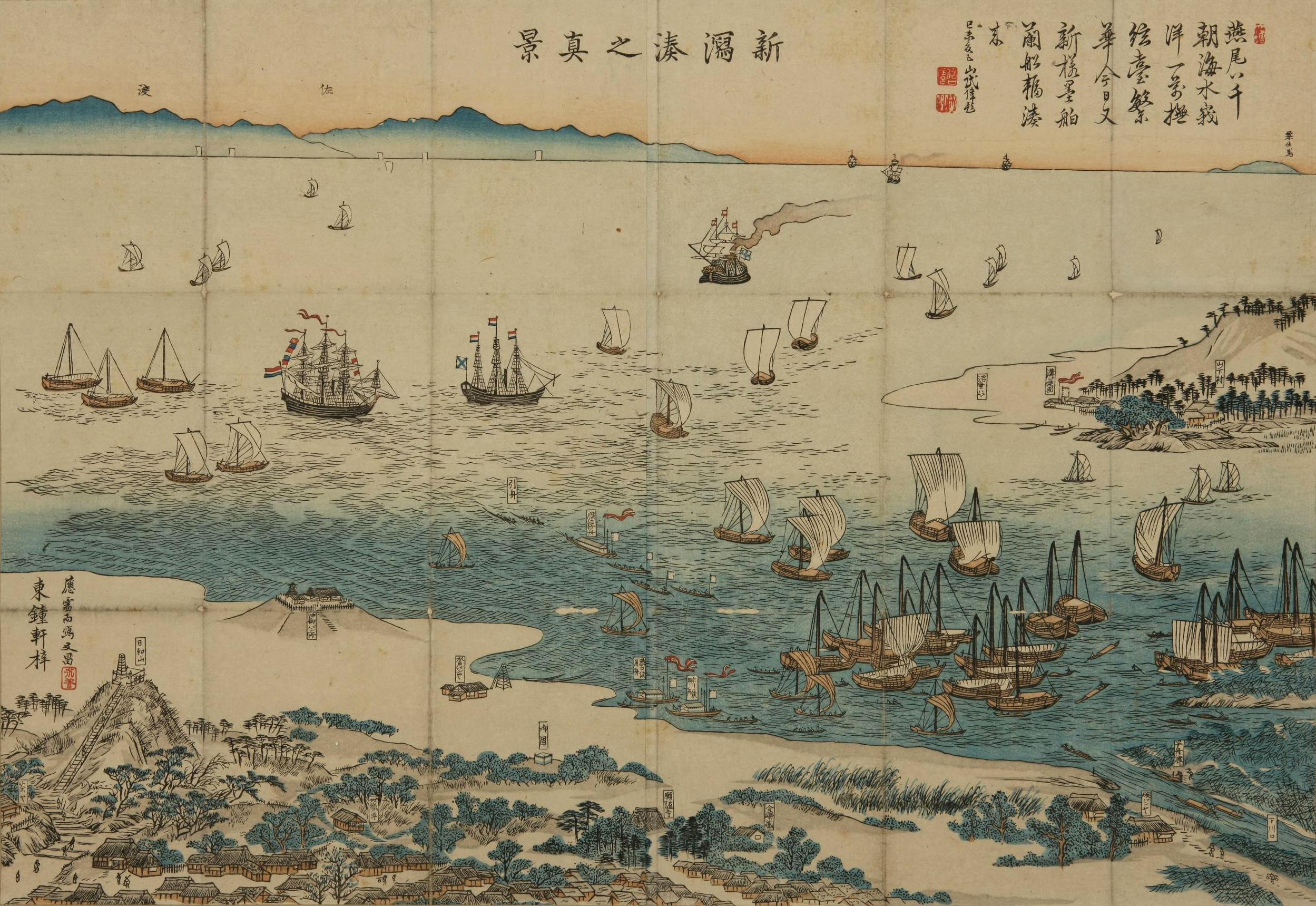
錦絵『新潟湊之真景』安政6年（1859年）井上文昌筆（新潟県立図書館蔵）

平安時代の『延喜式』では蒲原津（かんばらのつ）として記され、既に貢納物を京へ輸送する積出港として知られた。
1616年（元和2年）に長岡城主・堀直寄によって、港町としての基礎が構築された。その後、1672年（寛文12年）には幕命を受けて河村瑞賢が定めた運漕制度で北前船の西回り航路の寄港地に指定された。加えて、1633年（寛永10年）9月に発生した洪水によって信濃川と阿賀野川が合流し、河口部の堆積土砂が押し流されたことで港の水深が深まり、大型船が入港できる良港として栄華を極めた。1697年（元禄10年）の記録では出入港した船舶は年間約3,500隻、取引先は40か国に達したにも及んだという。

### 近代（幕末開港から太平洋戦争末期まで）

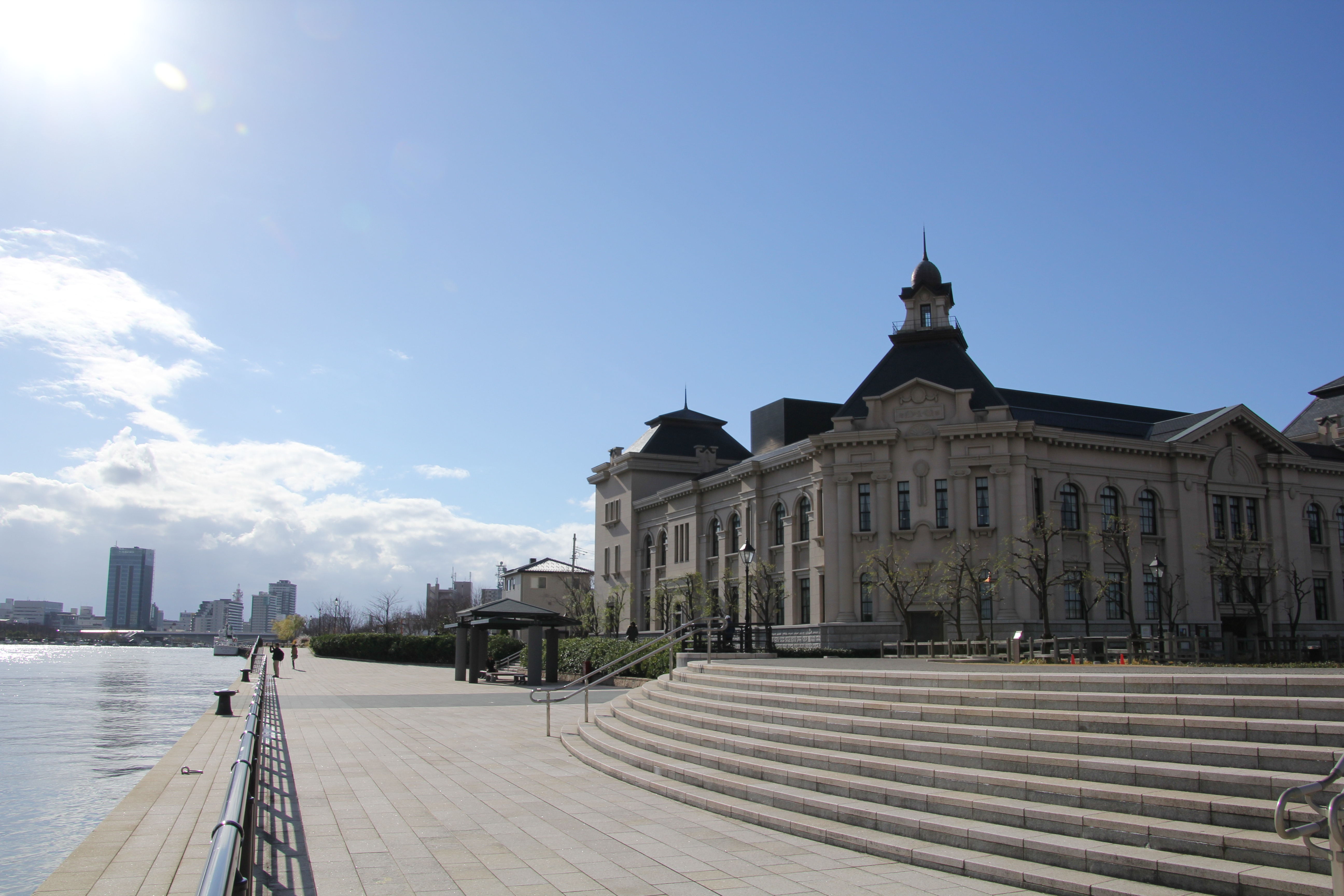
日米修好通商条約による開港五港の1つとなった新潟港。手前の建物は新潟市歴史博物館（みなとぴあ）

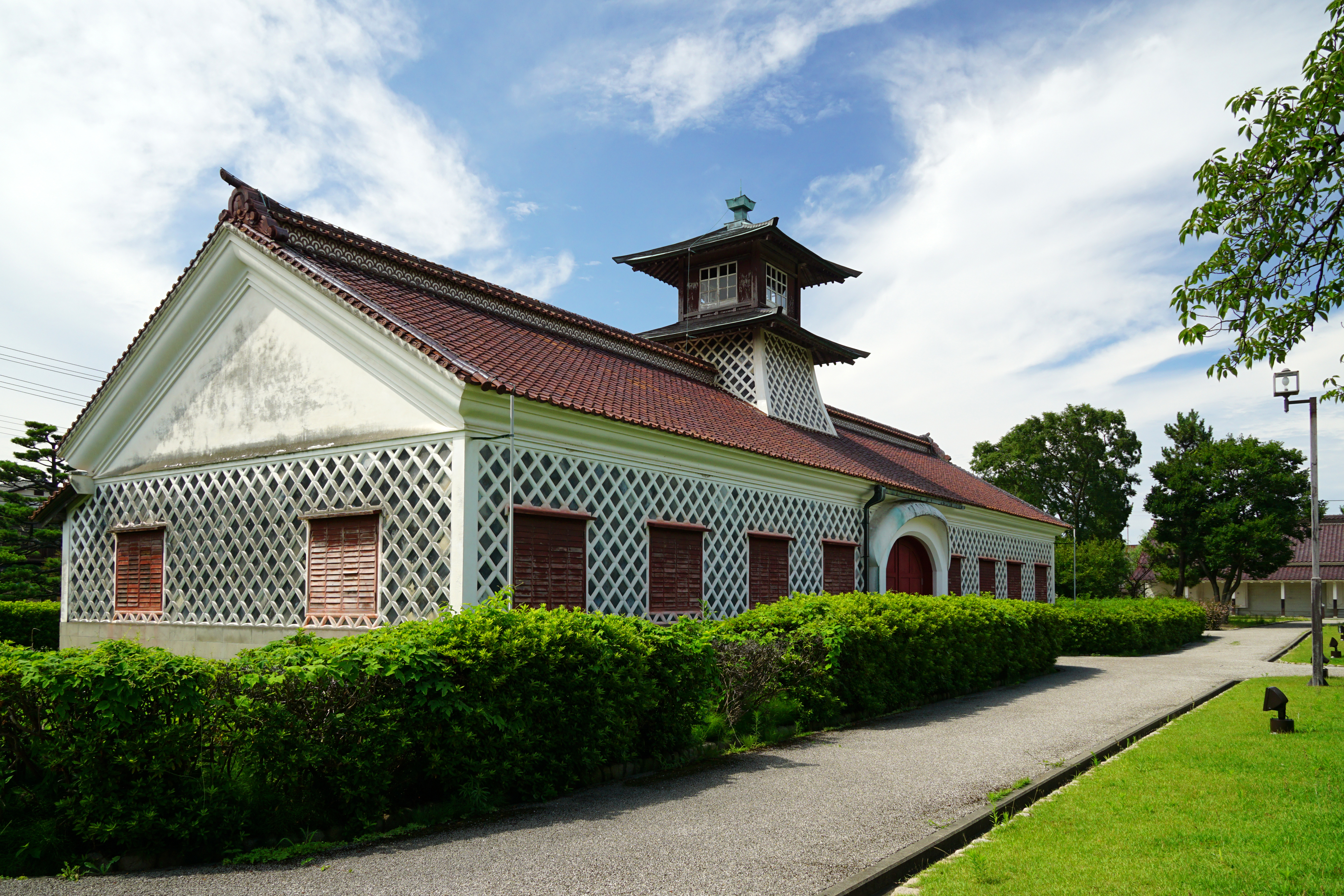
旧新潟税関庁舎（国の重要文化財）

1843年、新潟港周辺が天領となり新潟奉行が新設。
新潟港は1858年に日米修好通商条約で開港五港の一つとして指定された。函館港・横浜港・長崎港は1859年7月1日（安政6年6月2日）に開港し、新潟港とともに開港が延期されていた神戸港も1868年1月1日（慶応3年12月7日）に開港した。
ところが、新潟港は戊辰戦争（北越戊辰戦争）の影響で開港がさらに遅れ、1869年1月1日（明治元年11月19日）にようやく開港した。なお、1867年に開港場を新潟港から七尾港へ変更するよう江戸幕府に要求するなど、新潟港の港湾能力に疑念をもっていたイギリス公使ハリー・パークスの強い主張により、新潟港と同時に佐渡島の佐渡夷港（のちの両津港）が補助港として開港した。
神戸港開港から新潟港開港までの間、1868年9月1日（慶応4年7月15日）に大阪港が開港しており、開港五港のうち最後の開港であるのみならず、条約に含まれていなかった大阪港より4ヶ月遅い開港でもあった。

開港と同時に新潟運上所が開設されたが、庁舎は新築されず、一説には明治2年1月（1869年2月11日 - 3月12日）までは洲崎番所（沖ノ口番所）を使用し、明治2年10月（1869年11月4日 - 12月2日）に新庁舎が竣工した。1873年1月4日に新潟税関と改称。しかし、1902年11月1日に新潟税関は廃止され、横浜税関新潟税関支署となった。1953年8月1日に横浜税関東京税関支署が東京税関として独立すると、1955年8月1日に東京税関へ移管されて東京税関新潟税関支署となった。開港五港の税関のうち唯一税関支署となっているが（長崎税関も一時期門司税関長崎税関支署だったが再び独立している）、唯一運上所時代からの庁舎が現存しており、1969年に国の重要文化財に指定されている。
明治期は対外貿易は振るわなかったものの、北洋サケマス漁船など遠洋漁業の基地として栄えた。しかし河口港という条件が大きな障害となった。信濃川上流部からの流砂によって水深が浅くなることが度々あり、港の機能を維持するのに困難をきたしていたのである。1896年には、河口に導流堤を築くものの、抜本的な対策には至らなかった。

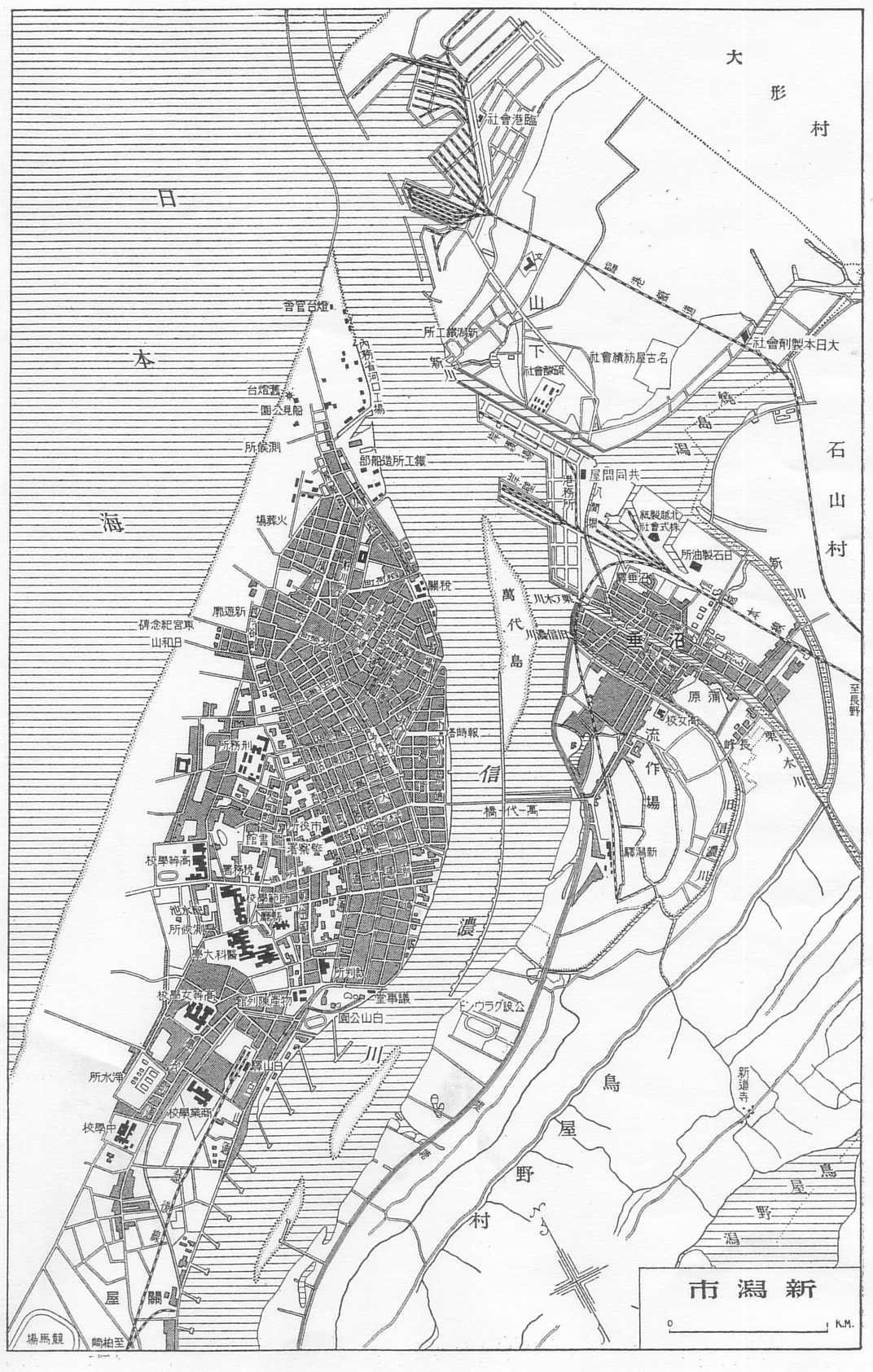
1930年頃（昭和初頭）の新潟港の地図

そこで国は信濃川の治水対策として1909年に着工した大河津分水事業と併せて新潟港を近代港湾として整備するため、1907年に信濃川の河口改修事業に着手。1915年に着工された埠頭の修築工事と併せて1926年に完成した。これに伴い1924年には山ノ下の民営埠頭が、翌1925年には竜が島の県営埠頭がそれぞれ運用を始めた。
大河津分水の通水と信濃川の河口改修によって、信濃川河口部では大正時代末期から昭和30年代前半にかけて埋立地の開発が行われた。事業は太平洋戦争を挟んで約四半世紀を費やし、川沿いの両岸を中心に行われた。中州の所島や万代島は右岸側と陸続きになり、右岸側に点在した宮浦池などの小規模湖沼が埋め立てられた他、古信濃川などの小規模河川は地下水路などに姿を変えた。これらの埋立地は都市機能と港湾機能の近代化に役立てられ、市街地拡大と港湾施設の拡充などに充当された。
1929年には満州との航路が開設、1931年の上越線全通で日本海対岸貿易の拠点港として本格的に機能し始めた。太平洋戦争開戦前の時点では日満航路が週5日就航、東京から「満州国」首都・新京に至る最短ルートとして利用された。
太平洋戦争の戦局激化に伴って太平洋側の航路が維持できなくなったことから、北海道産石炭・満州産大豆などの緊急受け入れ港として取扱量が激増。しかし終戦直前の1945年5月中旬から8月にかけ、米戦略爆撃機B-29による機雷投下、さらに終戦直前には2度にわたる銃爆撃を受けるなど、港湾機能が事実上失われ廃港寸前の状況に陥ったまま8月15日の終戦を迎えた。

### 現代（戦後復興から現在まで）
新潟港の港湾施設自体には戦争による大きな被害はなかったものの、米軍による機雷封鎖と、それらに触雷した沈没船が港内に残存したのに加え、浚渫船をも触雷で失ったため港内の水深が維持できなくなり、これらは戦後の港湾復興を大幅に遅らせることとなった。機雷の掃海作業は終戦後の10月から米軍の主導で開始されたが、1946年6月で打ち切りとなり、1948年9月から海上保安庁が再開、1949年6月に港内の掃海完了が公示された。その後、1951年に日本海を漂流する機雷の大規模な掃海が実施された。沈没船の処理は1946年から開始され、船体の曳航や撤去、解体が進められた。また、浚渫も1946年に再開され、浚渫船の増強などによって1950年に戦前と同等の水深が維持できるようになった。新潟港はこの間1951年に国の重要港湾の指定を受け、サンフランシスコ講和条約調印後の1952年1月に新潟港の航行安全宣言が出された。
かつて新潟市内では盛んに天然ガスが採掘されていたが、ガスを採掘する際に同時に地下水を汲み上げるため、生活基盤の整備が進み、人口が増加し始めた1950年代後半に入ると、市内では地盤沈下が深刻化した。この影響で市内中心部では堀の流量が減少し水質悪化が著しくなったほか、新潟港の周辺地域でも海岸部の決壊や砂浜の後退、岸壁の浸水など多くの被害を受けた。こうした事態を受けて市内では天然ガス採掘に対する規制が施行され、地盤沈下は沈静化に至った。しかし入港隻数、取扱貨物量の増加によって港湾施設が手狭となり、また、構造的な問題により大型船舶の入港に支障があるのに加え、信濃川上流部から流れ込む河底の土砂を定期的に浚渫しなければならないという構造上・立地上の制約が多いことなどから、工業港としての機能を拡充することを目的に新港の建設計画が立案され、新潟市北部の太郎代（現北区）から聖籠村（現聖籠町）別行にかけての海岸を開削して新潟東港（にいがたひがしこう）を整備することとなり、1963年に着工された。

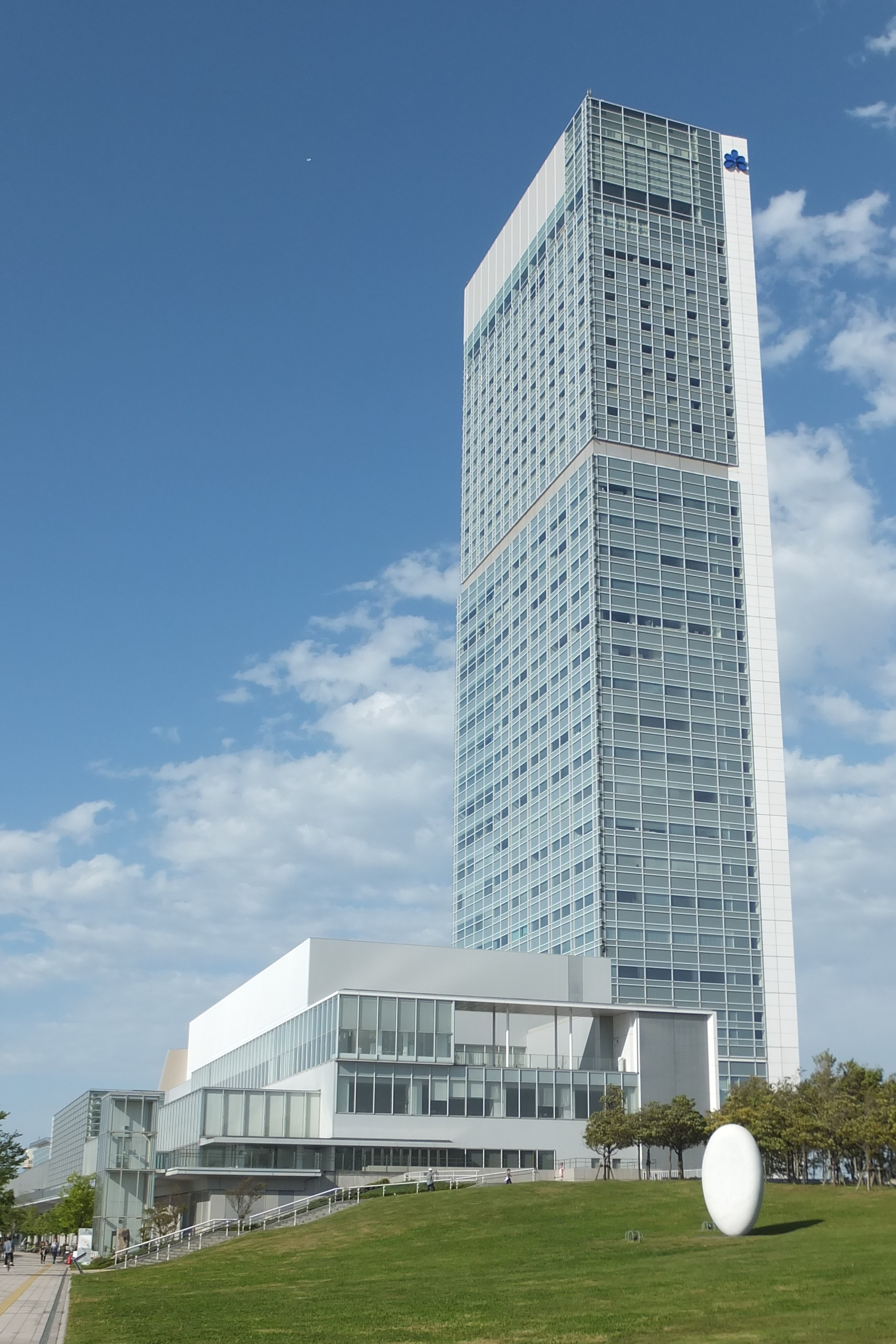
万代島再開発事業により2003年グランドオープンした朱鷺メッセ

しかし1964年6月16日に発生した新潟地震では、液状化現象によって地盤が沈降したところへ津波が襲来し、甚大な浸水被害を受けたのをはじめ、岸壁の損壊や石油タンク火災などにより、港湾施設が被害総額約216億円に達する壊滅的な打撃を被った。だが、地震発生から2年間で復旧を完了させ、復旧後は施設の拡充や対岸貿易の進展によって発展を遂げ、1967年6月1日には本州日本海側初の特定重要港湾（現・国際拠点港湾）に指定された。また、整備が進められていた東港は復興策の一環として、市内中心部に集中していた製造や物流の拠点を分散配置させるための用地としても活用されることとなり、1969年（昭和44年）11月19日に開港。同時に元々の新潟港が通称新潟西港（にいがたにしこう）と称されるようになった。
その後、東港はソ連（現：ロシア）、東アジア、東南アジアとの外航コンテナ航路が就航し、液化天然ガス (LNG) バース、ガントリークレーンなど港湾施設が整備された。そして交通網も整備され、周辺地域も工業団地として開発が進んでいくにつれ、徐々に工業港・商港としての体裁を整えていった。現在、西港区は旅客と貨物の双方を、東港区は貨物を取り扱っている。
かつて国際旅客ターミナルには、北朝鮮の貨客船「万景峰号」も入港していた。2006年（平成18年）7月5日より対北朝鮮経済制裁措置の一環として、同国籍船舶の日本国内の港湾への寄港が禁止されたため、以降は入港していない。
1995年6月に全国8港のうち日本海側では唯一となる中核国際港湾に指定され、翌1996年3月には新潟県地域輸入促進計画（新潟FAZ計画）が国の承認を受けるなど国際貿易港としての機能整備が進められた。さらに2011年11月11日には、国内の日本海側港湾の機能強化を目指して日本海側拠点港が指定され、新潟港は全国5港の総合的拠点港の一つに、また部門別では国際海上コンテナと液化天然ガスの2部門の拠点港に指定された。
近年の外貿コンテナ貨物取扱量は日本海側港湾では最多の国内10位前後を推移しており、取扱量自体も年々増加している。特に東日本大震災が発生した2011年には太平洋側港湾の被災により輸出入の代替機能を担うなどして、取扱量が過去最多の20万TEUを記録するなど、本州日本海側随一の広域国際物流拠点として機能している。

## 新潟西港（西港区）

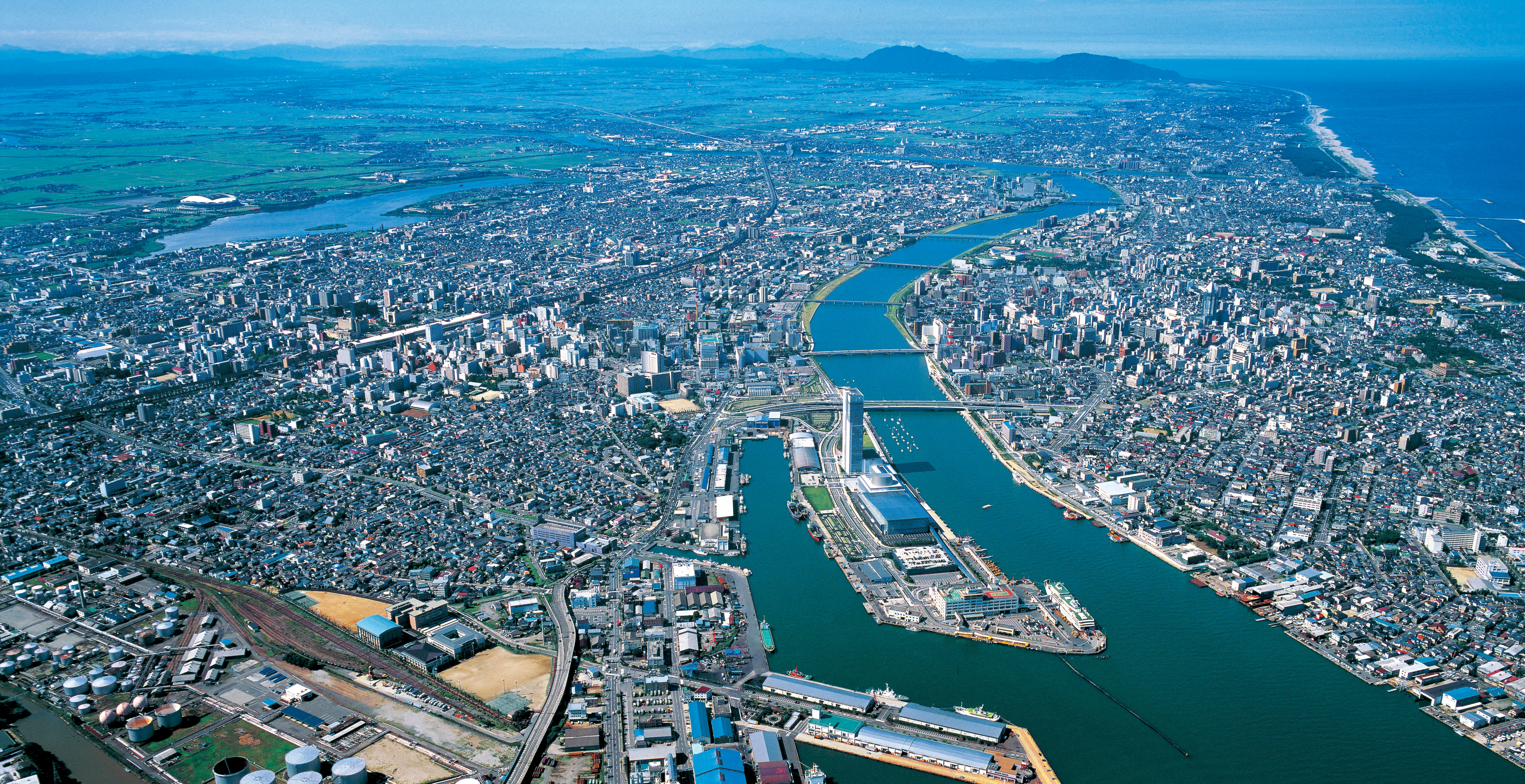
新潟西港 万代島埠頭・中央埠頭・漁港区周辺と信濃川（2007年）

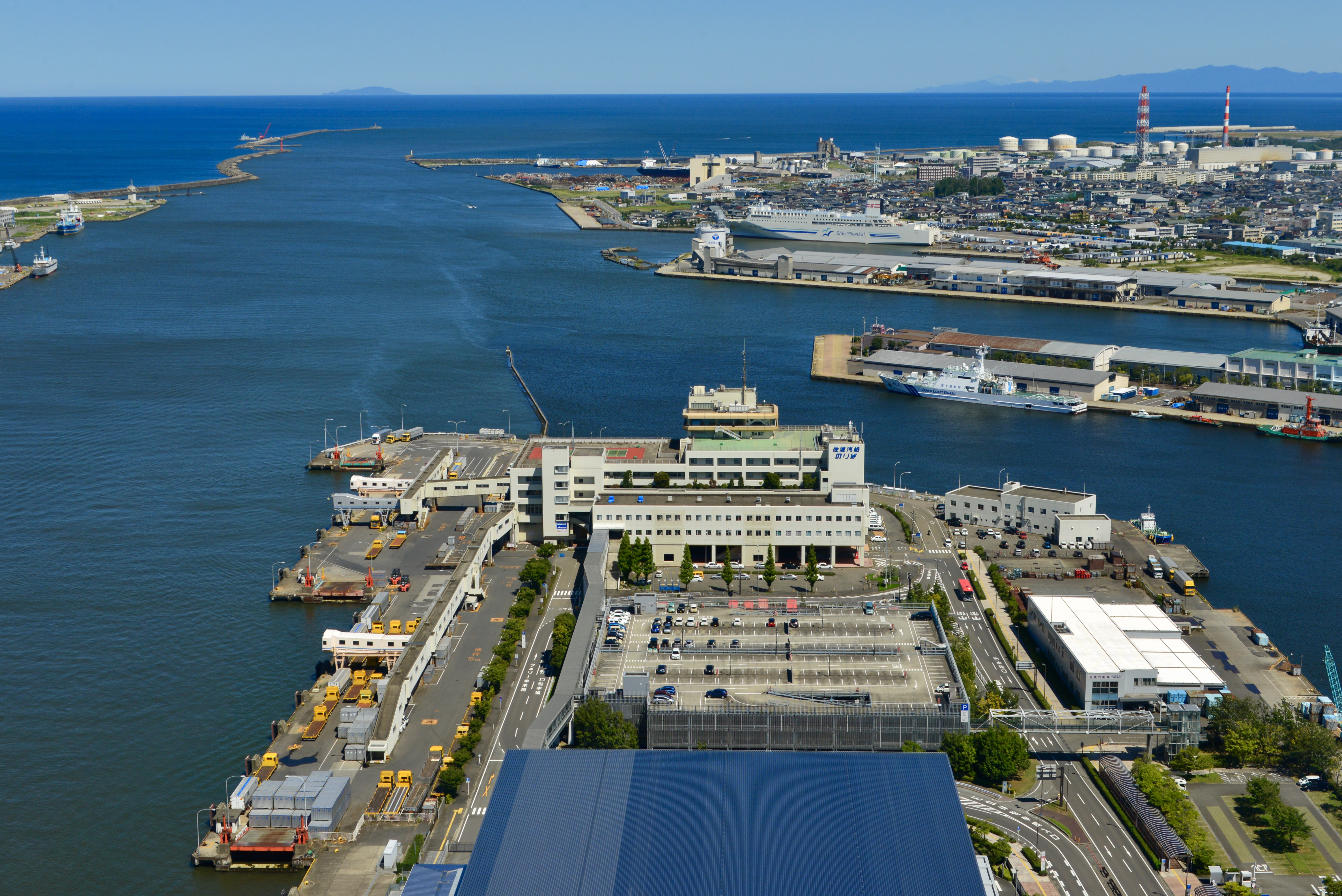
佐渡汽船（万代島埠頭）と新日本海フェリー（山ノ下埠頭）の発着地となっている西港

元々新潟港として栄えたのが西港区であり、信濃川の河口両岸に開かれた河口港である。新潟市中央区と東区にまたがっている。平野の中心にあって大河の河口に位置する点、周囲を小高い丘や山に囲まれていない点で他の条約港とは大きく立地条件が異なる。
河口港という立地条件上、定期的に港内の浚渫を行って水深を維持しており、年間の浚渫量は約85万立方メートルにも及ぶ。浚渫した土砂の約7割は信濃川河口の沖合4.5kmの地点に海洋投棄され、残る3割は河口左岸側の入船処分場で埋め立て処分されている。しかし海洋投棄は海洋環境の保全という観点から国際法上は原則禁止となっており、西港区においては環境大臣の許可のもとで特例として海洋投棄が継続されているが、その量は全国の浚渫土砂の年間海洋投棄量のうち実に約7割を占めるに至っている。加えて入船処分場の受入量も既に逼迫していることから、国・新潟県・新潟市では東区の新潟空港沿岸部に新たな処分場の整備を行っている。
西港一帯はみなとオアシスとして登録されていて、新潟市歴史博物館やピアBandaiを代表施設とするみなとオアシス新潟として賑わいエリアともなっている。

### 国内旅客航路

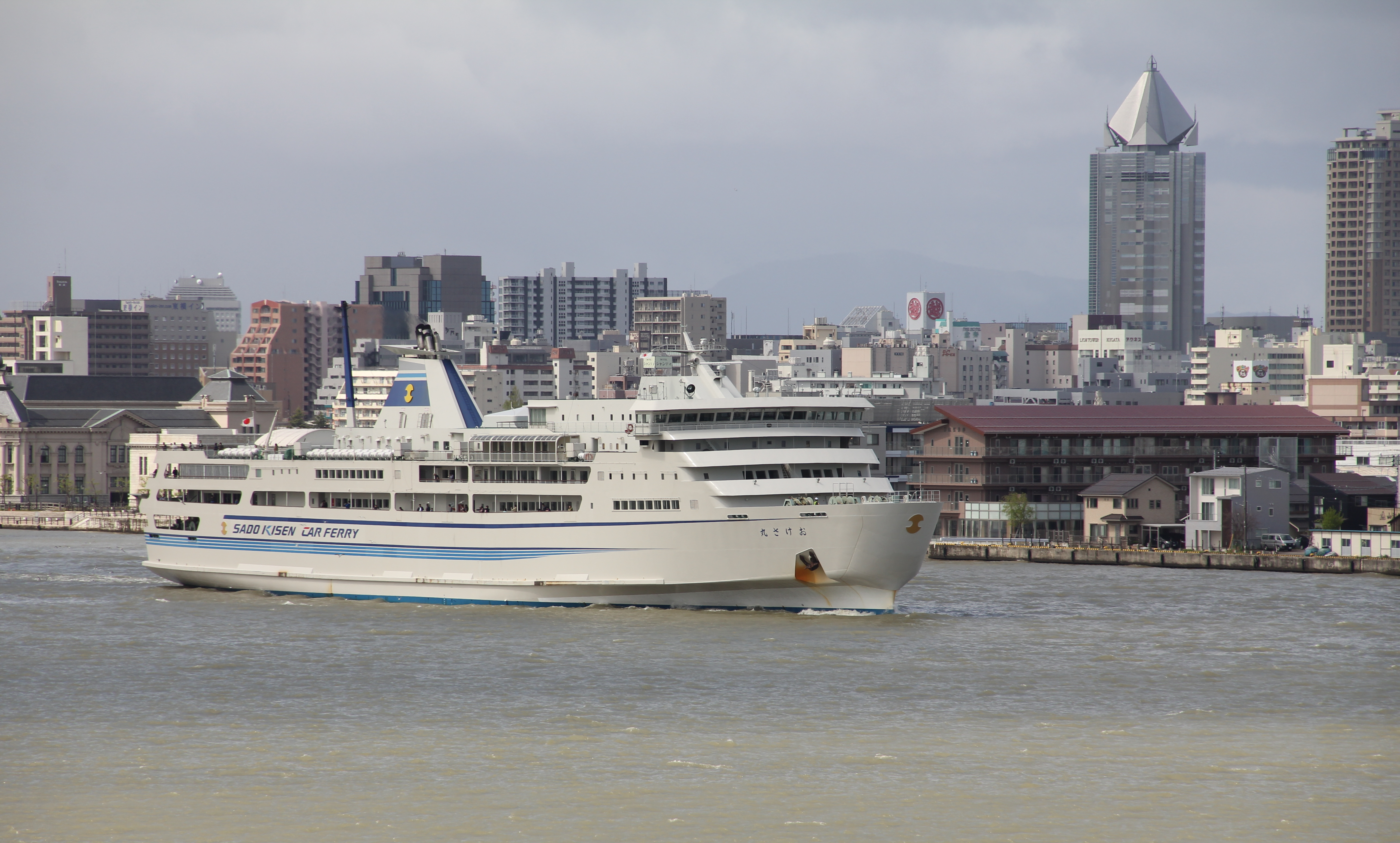
新潟港を出港した佐渡汽船「おけさ丸」

新日本海フェリー 新潟フェリーターミナル

佐渡島への旅客・貨物のメインルートとなる佐渡汽船両津航路が就航する。西港の佐渡汽船新潟港フェリーターミナル（通称「佐渡汽船」、中央区万代島9-1）を擁する万代島埠頭から発着しておりカーフェリーで2時間30分、ジェットフォイル（水中翼船）で1時間7分を所要する。
県外への長距離フェリー航路は新日本海フェリーが就航する北海道小樽を結ぶ航路並びに福井県敦賀から本港を経て秋田県秋田、北海道苫小牧を結ぶ航路の3航路があり、新日本海フェリー新潟フェリーターミナル（通称「新日本海フェリー」、東区古湊町2）を擁する山ノ下埠頭から発着する。
なおクルーズ客船が寄港する際、国内のみ航行の場合は前述の山ノ下埠頭、国外へ航行の場合は後述の国際旅客ターミナルが所在する中央埠頭の発着となる。
- 新潟西港からの国内定期旅客航路
  - 新潟 - 両津航路（佐渡汽船）
  - 新潟 - 小樽航路（新日本海フェリー）
  - 敦賀 - 新潟 - 秋田 - 苫小牧航路（新日本海フェリー）

### 国際航路
中央埠頭には新潟港国際旅客ターミナル（中央区竜が島1丁目6-5）が設けられている。佐渡汽船、新日本海フェリー以外の旅客船は基本的に中央埠頭からの発着となっている。
以下はいずれも過去の航路である。
- 新潟 -  ナホトカ
1966年（昭和41年）、日満航路以来約20年ぶりの定期国際旅客航路として、ロシア沿海州のナホトカを結ぶ船が就航した[22]。夏期を中心に年数回運航され、横浜港発着便（ナホトカ航路）の半分以下の時間で両岸を結んだ[23]。

- 新潟 -  束草 -  トロイツァ
2007年、韓国・束草（ソクチョ）港から新潟港を経由してロシア・トロイツァ（旧ザルビノ）港を結ぶ貨客フェリーによる国際航路の構想が明らかとなり[24]、2008年12月に4か国会社「北東アジアフェリー」設立[25]、2009年6月下旬に週1便のダイヤで就航した[26]が、同年9月以降は運休となった[25]。

- 新潟 -  元山
1929年に新潟三大財閥の鍵冨家が元山・清津を結ぶ航路を開設したことに始まる。途絶を経て、1959年から1984年にかけて朝鮮民主主義人民共和国への帰還事業が行われ、1992年から2006年の特定船舶の入港の禁止に関する特別措置法適用までは、不定期ではあるが元山から貨客船「万景峰号」が入港していた。在日朝鮮人の「祖国訪問」や親族への物資輸送などに利用されていて、その輸送窓口を担う在日本朝鮮人総聯合会の祖国訪問事務所が南埠頭付近（中央区竜が島1丁目4-2）に置かれていた。

### 貨物・工業・漁業

#### 国際（貨物）航路
かつては新潟 - ナホトカ等、国際航路があったが、新潟東港開港によって国際物流機能は大半が東港へシフトした。
現在では私有の臨港埠頭などを中心に取り扱いがある。

#### 工業
かつて新潟県内では石油が産出されていた背景もあって日本石油、昭和石油などが製油所を稼動していた。しかし施設の老朽化により精製能力がコストに見合わなくなったことなどから、現在はENEOS、出光興産とも油槽所として機能しているのみとなっている。
このうち昭和シェル石油は新潟石油製品輸入基地の敷地内のうち、旧製油所跡地を活用して、発電出力1Mwクラスの太陽光発電施設「新潟雪国型メガソーラー発電所」を整備し、2010年8月31日に稼働を開始した。日本の石油元売大手が商業用の太陽光発電に着手するのは初めて。総事業費7億円のうち半額を国が補助し、新潟県が約2億円、昭和シェルが約1.3億円を拠出して整備した。雲に覆われることが多く日照時間の少ない雪国でも、効率的な発電が維持できるかなどを実証実験する目的もあり、県と昭和シェルは今後、この発電所を運用しながら様々な研究を進めていく予定である。
この他、JFEスチールグループ、新潟造船、日東紡績、北越コーポレーションなどが西港区周辺に製造拠点を置いている。東北電力は前述の昭和シェル石油の敷地に隣接して新潟火力発電所（最大発電出力：約109MW）を設けている。日本石油の周辺事業から派生した企業も多く肥料・化学製品を製造するコープケミカル（現片倉コープアグリ）、エンジンや造船など機械製造を行っていた新潟鐵工所などがそれに該当する。うち新潟鐵工所山ノ下工場は新潟地震の被害を受けて大形地区(現在のIHI原動機新潟内燃機工場及び新潟鋳造工場)へ移転、鉄道車両・除雪機械などを製造する大山工場は老朽化に伴って新潟構機工場（北蒲原郡聖籠町・新潟鐵工所の経営破綻により、新潟トランシスに事業が継承されている）に移転した。この大山工場と昭和シェル石油新潟製油所の閉鎖、新潟みなとトンネルの工事進捗に伴い2002年5月をもって信越本線の貨物支線「東臨港線」のうち焼島駅 - 東新潟港駅間が休止となり、東新潟港駅以北の臨港埠頭等に続いていた引込線も廃止・撤去された。

#### 漁業
万代島埠頭に漁港区が設けられている。かつては遠洋漁業の基地として栄えたが、現在は沖合漁業と沿岸漁業が主体である。埠頭南側に水揚場が設けられている。
埠頭には以前この他、新潟市の管理による「新潟魚市場」も設けられていたが老朽化が著しく、また農水産物の市場機能が市内4箇所に分散していた問題などからこれらを1箇所に集約することを目的に2007年5月、江南区茗荷谷地内で整備が進められていた新潟市中央卸売市場に移転統合された。
旧魚市場の施設は老朽化のため撤去されて更地となったが、跡地は西港区周辺の活性化策の一環として有効利用法が検討された。その結果、新潟商工会議所や新潟漁協などが中心となって「地物鮮魚と地場野菜・花の市民市場」として整備する計画が立案され、2009年7月に農林水産省の助成事業「マルシェ・ジャポン・プロジェクト」に採択されたのを受け、同年9月に「にぎわいマルシェ・ジャポン万代島」がスタート。さらに二次事業として、にぎわいマルシェを統合し、飲食・レストラン、イベントゾーンを増設して観光拠点施設としての機能を強化した「にぎわい市場 ピアBandai」が2010年10月22日にオープンした。また東側の隣接地には新潟漁協本所や荷捌場などを内包する「万代島水産会館」が新築移転し、これに伴い旧本所（朱鷺メッセ向かい）の構内に設けられていた産地市場「さかなのふるさと万代島」は9月30日をもって閉店し、ピアBandai内へ移転した。

### 埠頭

#### 新潟県が管理する埠頭
- 万代島埠頭（佐渡汽船フェリーターミナル）
- 水産物揚場
- 南埠頭
- 中央埠頭（貨客兼用。国際航路も含め、定期航路以外の旅客船が発着）
- 北埠頭
- 石油埠頭
- 山ノ下埠頭（新日本海フェリーターミナル）
- 通船川右岸岸壁
- 通船川左岸岸壁
- 信濃川左岸物揚場
  - 下大川前地区
  - 柳島地区
  - 入船地区

#### 民間が管理する埠頭
- 臨港埠頭

リンコーコーポレーションが管理する埠頭。現在、企業が管理する専用埠頭は全国各地に所在するが、1931年の竣工当時は、民間企業が管理する埠頭は全国的にも珍しい存在であった。戦中・戦後しばらくは日本海側有数の石炭・木材受け入れ基地として賑わった。

### 観光
右岸側
- 朱鷺メッセ
- 山の下みなとタワー・山の下みなとランド
- ピアBandai
- 万代島多目的広場（屋内広場「大かま」・屋外広場）
- 万代テラス - 2015年5月オープン[28]。

左岸側
- 新潟市歴史博物館（みなとぴあ）
- 入船みなとタワー
- 信濃川左岸緑地（みなと・さがん）

### 釣り場としての西港
西港の西側に伸びる防波堤は、古くから釣り場として親しまれてきたが、他港同様に事故防止、船舶の安全な入出港、テロ防止対策等を理由に立ち入りが禁止されている。
2021年12月8日、新潟海上保安部は防波堤に船で釣り客を渡らせたなどとして、遊漁船船長を遊漁船業の適正化に関する法律違反で、釣り人26人を軽犯罪法違反の疑いで任意捜査していると発表した。

### 今後の予定
- 2014年に新潟県が提示した「新潟港港湾計画」では、将来的に船舶の大型化などに対応するべく埋め立てを行い埠頭を拡張することが記載されている。[30]
- 2019年に策定された「万代島地区将来ビジョン」では、万代島ルート線（国道7号栗ノ木バイパスの延伸）や軌道系アクセス・歩道橋の整備が記載されている。[31]

## 新潟東港（東港区）

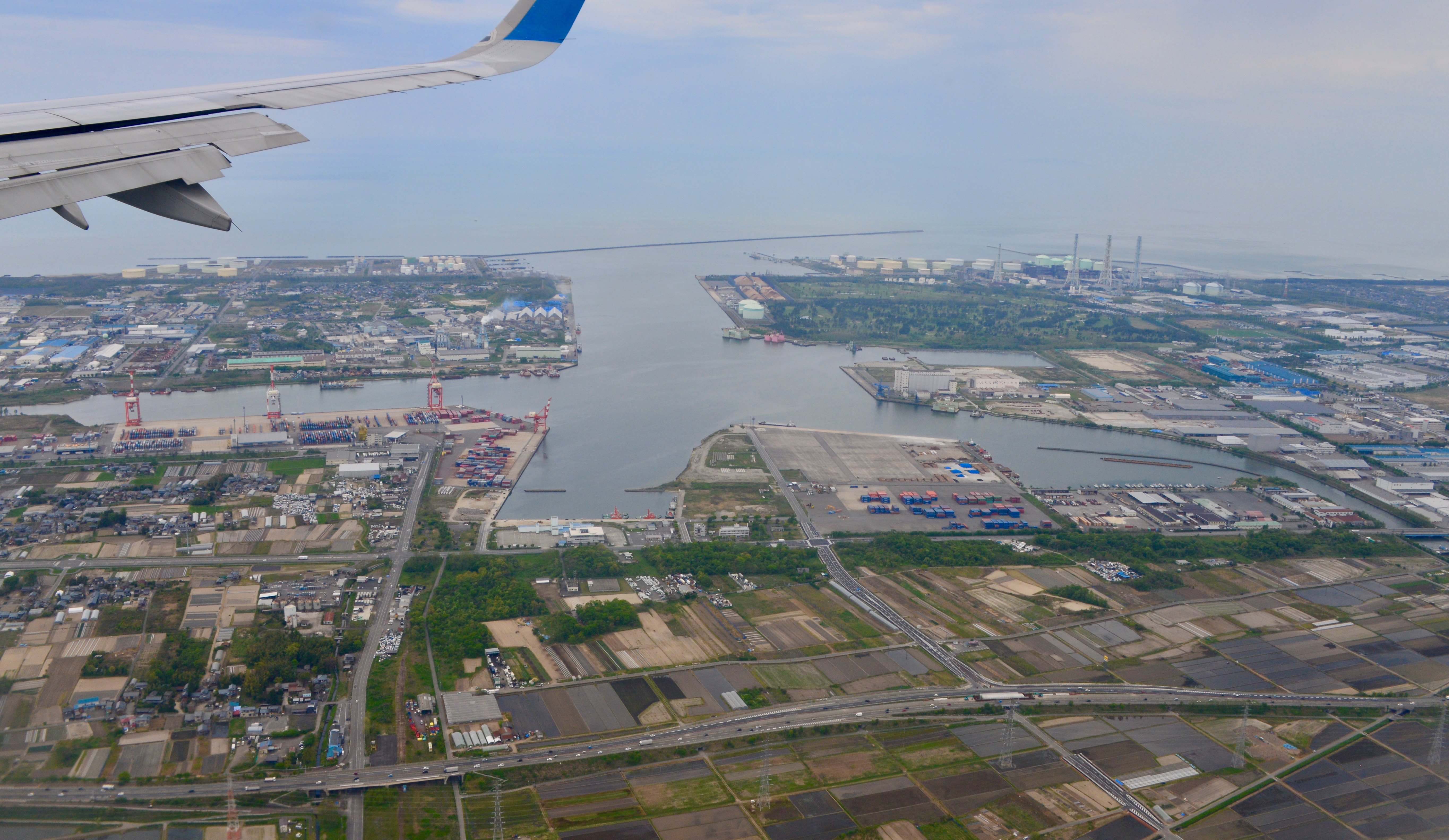
新潟東港全景

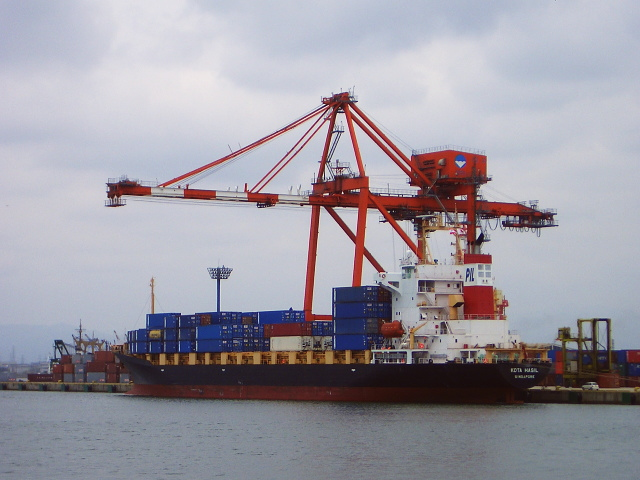
コンテナターミナル

新潟市と豊栄市（当時）、聖籠町にまたがる地域に建設された掘込港である。
開削前の周辺は元々、小さな漁港と砂丘そして田畑が広がる地域だった。開削によって生じた土は、東港と同時期に建設が進められていた関屋分水路からの開削土と共に、新潟バイパスや亀田バイパスの盛り土として活用された。
開港当初は交通網も未整備で公共交通も脆弱であり、周辺は民家が点在する程度であった。そのため、海外から入港する船の乗組員は、新潟港での入港先を「East」と伝えられると、ひどく怪訝な態度になるほどだったという。
新潟東港の開発のため亀塚浜集落の集団移転が行われ、1980年（昭和55年）に完了した（移転先は聖籠町亀塚地区）。以後、港周辺は工業団地として製造業・非製造業を問わず、数多くの企業が製造拠点や出先を設けている。
なお南埠頭には入港船の乗組員や周辺企業の従業員向けの厚生施設として1994年（平成6年）に県が設けていた「にいがたポートセンター」があり、英語、ロシア語、中国語を話せる職員が常駐していた。しかし外国人船員の利用者が減少し、機能を果たさなくなったことから2006年末をもって閉鎖・廃止された。
周辺ではロシアなどに輸出する中古車産業が発達していることが特筆される。

### 貨物

#### 国際貨物航路
定期航路としては韓国、中国、台湾、香港、シンガポールなど東アジア、東南アジアを結ぶ外貿定期コンテナ航路がある。特に釜山港との間の日韓航路が週8便体制で運航。
2011年8月には、ロシア・トロイツァ（旧ザルビノ）港との間に航路が開設されたが、2013年以降は事実上休止となった。
日本沿岸とロシア・ボストーチヌイを結ぶトランスシベリア航路は休止されている。

### 工業
港内には石油、LNGの備蓄基地が置かれている。また敷地の多くは1970年代後半以降、県・新潟市・聖籠町によって工業団地として開発され、化学、食品、機械、精密など多岐にわたる業種が製造拠点や出先を設けている。東北電力は東新潟火力発電所を置いており、最大発電出力は4600MWと国内の火力発電所としては最大級の出力を有している。
亀塚浜集落の集団移転（1980年）後、1983年（昭和58年）に日本石油（のち新日本石油、現JXTGエネルギー）が製油所の建設を計画して土地を取得したが断念し、暫定利用として、1986年（昭和61年）に新潟サンライズゴルフコースが営業を開始した。その後、2020年（令和2年）にイーレックスがバイオマス発電所の建設計画を発表し、2025年（令和7年）3月末でゴルフコースは閉鎖されることとなった。
一方、JXTGエネルギーは国際石油開発帝石や石油資源開発、コスモ石油など6社共同で、天然ガスを原料とした液化燃料の製造技術「GTL」の研究開発を進める「日本GTL技術研究組合」を組織して、北区太郎代の新潟市東港工業団地内に実証プラントを建設し、2009年春からGTLの製造実証実験を行っている。
この他、サンライズゴルフ場と国道113号を挟んだ向かい側の土地はサッポロビールが新潟工場の建設用地として取得したがこちらも建設計画が具体化せず、建設開始までの暫定供用策として1997年に「サッポロビール新潟ビール園」がオープンし営業を行っていた。しかし新潟工場の建設計画は日の目を見ることなく凍結され、ビール園も地ビールブームの衰退によって業績が悪化し閉店。その後、敷地の一部をNSGグループが賃借した上で県・新潟市・聖籠町などが合同で出資し、Jリーグ・アルビレックス新潟の練習場を兼ねた総合スポーツ施設「新潟聖籠スポーツセンター」が2005年4月1日に開場した。

### 埠頭

#### 新潟県が管理する埠頭
- 中央埠頭
- 東埠頭
- 西埠頭

本州日本海側最大のコンテナターミナル。水深-12/-10/-7.5mが3バース、ガントリークレーン3基などを有する。第三セクターの「新潟国際貿易ターミナル」が運営。コンテナ貨物の増加で狭隘化しているためバース、ヤードの拡張工事が計画されている。
- 南埠頭
- 木材物揚場
- 網代物揚場

#### 新潟県が管理する貨物駅
旧新潟臨海鉄道の鉄道施設は新潟県が引き継ぎ、西ふ頭 - 太郎代間 (1.0km) を廃止した上で現名称に改称し、黒山 - 西ふ頭間で営業を再開。この区間は新潟県の専用線扱いとして運行にあたっている。
この西ふ頭駅は県道とコンテナターミナルに挟まれた位置にあり、線路部分はフェンスで囲まれているが、藤寄 - 西ふ頭間は当面運行予定がないため国道113号の踏切部分には舗装が施されているため休止状態となっている。なお藤寄駅が至近距離にあり、そちらからの貨車利用は可能であるが、利用実績はない。
また現在休止している藤寄 - 西ふ頭間は終端部が西埠頭1号岸壁に接しており、周辺がコンテナターミナルとなっている立地条件に加え、近年東港のコンテナ取扱量が増加傾向にあり、陸上輸送の効率化が課題となっている。

#### 民間が管理する埠頭
- 全農グリーンリソース
- 全農サイロバース
- 新日鉄バース
- 東北電力専用岸壁
- 新潟LNGバース
- 海洋運輸東港岸壁
- 日石ガスバース

### 観光

#### みなとオアシス聖籠
新潟港東港区の北側に隣接して「みなとオアシス聖籠」が設けられている。みなとオアシスとして海洋レクリエーションやイベントの交流拠点となっている。
- 聖籠町海のにぎわい館（代表施設）[37]
- 網代浜海水浴場[37]
- 釣り開放防波堤（新潟東港第2東防波堤）[37]

#### 釣り場としての東港
東港周辺は新潟市近郊でも随一の好漁場としても知られており、新潟市北区側の太郎代地区や聖籠町側の亀代地区を中心に、釣り船を出す網元や釣具店が数多く出店している。
しかし海上における人命の安全のための国際条約（SOLAS条約）の履行強化や、荒天時の危険防止などを目的に、県は2004年から港内の立入禁止区域を拡大するなど規制強化に乗り出し、釣り場が減少した。
だが港内に複数所在する防波堤や突堤は、周辺の中でも特に好漁場ともいわれていることもあって、立入禁止区域でありながらゲートを乗り越えて侵入する釣り人が後を絶たない。特に北区側から伸びる全長3.3kmの西防波堤は、外海に面している上に周辺水域の水深が深いため、沖合でしか釣れない魚も釣れることから侵入者が特に多いが、荒天時には高波による転落事故が多発して死傷者が出るなど非常に危険で、県では規制強化を進めている。
その一方で県は2010年夏から、釣りの愛好者らが管理・運営する形で防波堤を釣り場として開放できるかどうかも併せて検討しており、7月と10月には聖籠町側の第2東防波堤（約640m）を、入漁料の徴収や監視員の配置、釣り人へのライフジャケット着用義務化など対策を講じた上で試験開放した。これに関し、新潟県知事の泉田裕彦は10月の定例記者会見で「愛好家が釣りをできる環境を整備して、危険なところは立入禁止を強化するなど、両面で考えることが必要」と述べ、引き続き対策を検討する旨を表明した。
2023年1月3日夜、新潟東港の防波堤で釣り人の男性2人が海に転落し病院に搬送されたが死亡が確認された。